# Wereth-Massaker
Das Wereth-Massaker, auch Wereth 11 Massacre, war ein Kriegsverbrechen von Angehörigen der Waffen-SS, bei dem am 17. Dezember 1944 in den belgischen Ardennen elf afroamerikanische Soldaten der US-Army getötet wurden.

## Vorgeschichte
Nach einer langen Phase von Rückzugs- und Abwehrkämpfen begann am 16. Dezember 1944 im Raum südlich von Aachen die deutsche Ardennenoffensive, mit der die militärische Führung des Deutschen Reiches ein letztes Mal im Westen versuchte die Kontrolle über den weiteren Kriegsverlauf zu erlangen. Hierfür hatte man im Schutz schlechter Witterung, welche die alliierte Luftaufklärung behinderte, Einheiten der Wehrmacht und Waffen-SS zusammengezogen, um im schwierigen Gelände der Ardennen einen neuen Sichelschnitt angriff gegen die alliierten Streitkräfte nördlich dieses Abschnitts durchzuführen.
Der deutsche Vorstoß traf die im Angriffsbereich der Offensive liegenden amerikanischen Verbände unvorbereitet und an vielen Stellen wurden die amerikanischen Linien von den erfahrenen und verhältnismäßig gut ausgerüsteten deutschen Angriffsspitzen überrascht und überwältigt. Vorstoßende deutsche Einheiten trafen schnell auf die rückwärtigen Einheiten der US-Streitkräfte, die sich überwiegend bestmöglich wehrten. Im Frontabschnitt, der kurz zuvor der 106th Infantry Division zugewiesen worden war, stießen deutsche Verbände nach dem Durchbrechen der Front auf die Soldaten des unabhängigen 333rd Field Artillery Battalion (FAB). Dieser Verband war seit Juli 1944 als Einheit in Rassentrennung, als sogenannte segregated unit der US-Army, mit afro-amerikanischen Soldaten in den Mannschaftsdienstgraden im Einsatz. Die afro-amerikanischen Soldaten dieses Artilleriebataillons bedienten im Hinterland der Front schwere 155-mm-Haubitzen, welche zur Feuerunterstützung der 106th Infantry Division im Frontabschnitt des Städtchens Schönberg vorgesehen waren. Die Einsatzgegend lag im Raum der Deutschsprachigen Gemeinschaft in Belgien.
Die US-amerikanischen Linien waren durchbrochen und amerikanische Verbände zogen sich, wo es möglich war zurück. Nachdem Vorrücken der deutschen Verbände war am Nachmittag des 16. Dezember der Befehl an das 33th FAB gegangen nach Westen auszuweichen. Während sich die Masse des 333rd FAB mit der Battery A und Battery B in Richtung Bastogne zurückzog, verblieben jedoch die Battery C und die Service Battery (Nachschub) auf Anforderung des Artilleriekommandeurs der 106th Infantry noch in Stellung, um trotz des deutschen Vorstoß Deckungsfeuer für die Division und das 14th Cavalery Regiment zu leisten.

## Ereignisse
Am Morgen des 17. Dezember waren deutsche Truppen schon durch Schönberg vorgestoßen und hatten das Städtchen, wie auch die Brücke nach Sankt Vith bereits besetzt.
Als nun die Service Battery versuchte mit ihren Fahrzeugen durch den Ort nach St. Vith auszuweichen, wurde diese von deutschen Fahrzeugen und Schützenwaffen zusammengeschossen. Viele Soldaten wurden getötet und die meisten Überlebenden der Nachschub-Batterie musste sich ergeben. Auf dem Marsch in die Gefangenschaft wurden die Soldaten durch ein amerikanisches Flugzeug angegriffen.
Eine Gruppe von elf Soldaten, darunter ein Sanitäter der Battery C des 333rd Field Artillery Battalion, schaffte es, sich nach schweren Gefechten nach Wereth, einem kleinen Dorf in der heutigen Gemeinde Amel, gut sechs Kilometer nördlich von Schönberg, durchzuschlagen. Dort erreichte sie gegen 15 Uhr den Bauernhof von Mathias Langer, der sie aufnahm und versorgte, obwohl jener durch die Feindhilfe ein hohes Risiko für sich und seine Familie einging.
Noch am selben Tag gegen 17 Uhr rückte ein vierköpfiger Voraustrupp der Kampfgruppe Knittel der 1. SS-Panzer-Division Leibstandarte SS Adolf Hitler nach Wereth vor.
Die amerikanischen Soldaten ergaben sich widerstandslos den SS-Soldaten. Sie wurden auf ein nahes Feld geführt, wo sie offensichtlich misshandelt und dann in der Nacht erschossen wurden. Spätere Untersuchungen ergaben, dass den Männern vor ihrem Tod Beine gebrochen, Finger abgetrennt und Verletzungen mit einem Bajonett zugefügt wurden. Eines der Opfer wurde erschossen, als es einen niedergeschossenen Kamerad verbinden wollte.
Die Leichen wurden nach dem Abzug der Deutschen liegen gelassen und aufgrund starker Schneefälle und einer Frostperiode erst im Januar 1945 von Soldaten der 99th Infantry Division gefunden.
Es ist wohl dem Chaos der Ardennenoffensive zu verdanken, dass die Familie Langer nicht von deutschen Truppen oder von fanatischen Nationalsozialisten zur Rechenschaft gezogen wurde.

## Nach dem Massaker
Sieben der elf Opfer des Massakers wurden auf dem Henri-Chapelle American Cemetery and Memorial beerdigt, die anderen vier wurden nach dem Ende des Krieges in ihre Heimat überführt und dort beigesetzt.
Das 333rd Field Artillery Battalion erhielt später für seinen Einsatz in den Ardennen die Presidential Unit Citation.
Unmittelbar nach der Entdeckung des Massakers wurde eine Untersuchungskommission auf den Fall angesetzt, jedoch konnten die eigentlichen Täter nicht ermittelt werden. Die Nachforschungen wurden 1948 eingestellt.
Recherchen des Aachener Historikers Herbert Ruland von 2017 identifizieren Gustav Knittel als verantwortlich für die am Massaker beteiligte Einheit. Auch die Vereinigung U.S. Memorial Wereth VoG. führte Nachforschungen durch.

### Opfer
Die Namen der elf Opfer des Massakers:
| Name        | Vorname        | Geburtsdatum | Geburtsort               | Dienstgrad                | Dienstnummer | Auszeichnungen (Auszug) | Letzte Ruhestätte                                    |
| ----------- | -------------- | ------------ | ------------------------ | ------------------------- | ------------ | ----------------------- | ---------------------------------------------------- |
| Adams       | Curtis         |              | South Carolina           | Private                   | 34511454     | Purple Heart            | Henri-Chapelle, Flur C, Reihe 11, Grab Nr. 41        |
| Bradley     | Mager          | 21.04.1917   | Mississippi              | Corporal                  | 34046336     | Purple Heart            | Fort Gibson National Cemetery, Fort Gibson, Oklahoma |
| Davis       | George         |              | Alabama                  | Private First Class (PFC) | 34553436     | Purple Heart            | Henri-Chapelle, Flur D, Reihe 10, Grab Nr. 61        |
| Forte       | Thomas J.      |              | Mississippi              | Staff Sergeant            | 34046992     | Purple Heart            | Henri-Chapelle, Flur C, Reihe 11, Grab Nr. 55        |
| Green       | Robert         |              | Mississippi              | Technical Corporal        | 34552457     | Purple Heart            | Highland Park Cemetery, Cleveland, Ohio              |
| Leatherwood | James L.       | 15.03.1922   | Mississippi              | Private First Class (PFC) | 34481753     | Purple Heart            | College Hill Cemetery, Pontotoc, Mississippi         |
| Moss        | Nathanial      |              | Texas                    | Private                   | 38040062     | Purple Heart            | Henri-Chapelle, Flur F, Reihe 10, Grab Nr. 8         |
| Moten       | George W.      |              | Texas                    | Private First Class (PFC) | 38304695     | Purple Heart            | Henri-Chapelle, Flur E, Reihe 10, Grab Nr. 29        |
| Pritchett   | William Edward | 09.03.1922   | Alabama                  | Technical Sergeant        | 34552760     | Purple Heart            | Mc Castar Cemetery, Wilcox, Alabama                  |
| Stewart     | James Aubrey   | 09.03.1922   | West Virginia (Piedmont) | Technical Sergeant        | 35744547     | Purple Heart            | Henri-Chapelle, Flur C, Reihe 11, Grab Nr. 2         |
| Turner      | Due W.         |              | Arkansas                 | Private First Class (PFC) | 38383369     | Purple Heart            | Henri-Chapelle, Flur F, Reihe 5, Grab Nr. 9          |

Curtis Adams war Sanitäter. Thomas J. Forte war Küchenunteroffizier.

## Mahnmal
Hermann Langer, Sohn von Mathias Langer, errichtete 1994 am Ort des Massakers ein Mahnmal. Nachdem amerikanische Touristen darauf stießen, verbreiteten sie die Geschichte in Amerika. Erstmals in 2002 besuchten schwarze US-Militärangehörige das Denkmal.
Für das nahezu vergessene Kriegsverbrechen wurde nach zunehmender Bekanntheit in 2004 ein offizielles Mahnmal eingeweiht. Dort finden jährlich Gedenkveranstaltungen statt. Es ist das einzige Mahnmal in Europa, das afroamerikanischen US-Soldaten gewidmet ist.

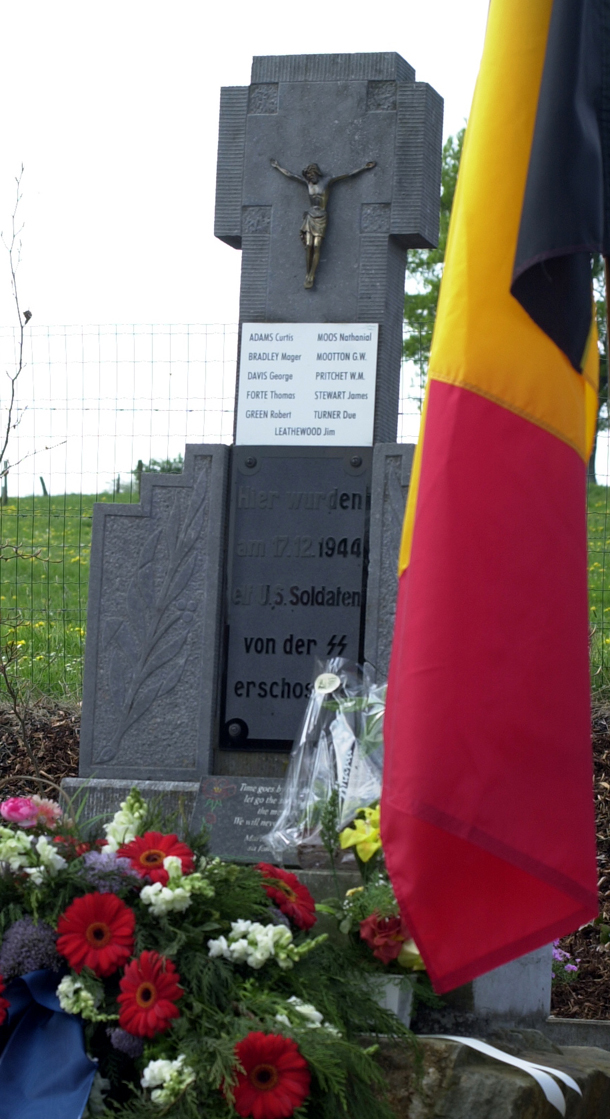
Denkmal in Wereth
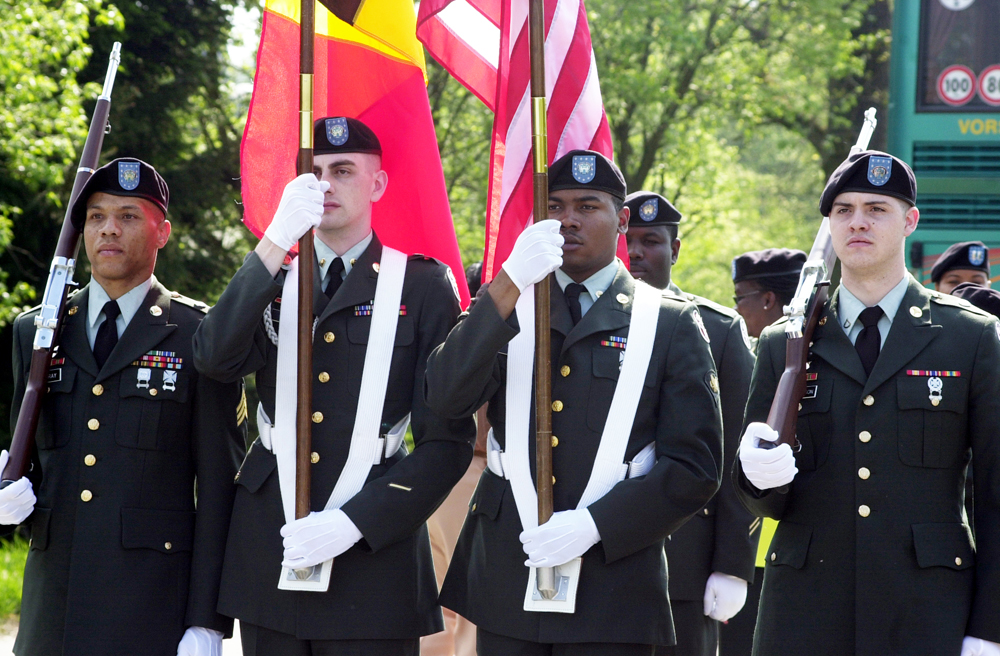
Zeremonie am Denkmal in Wereth

## U.S. Memorial Wereth VoG.

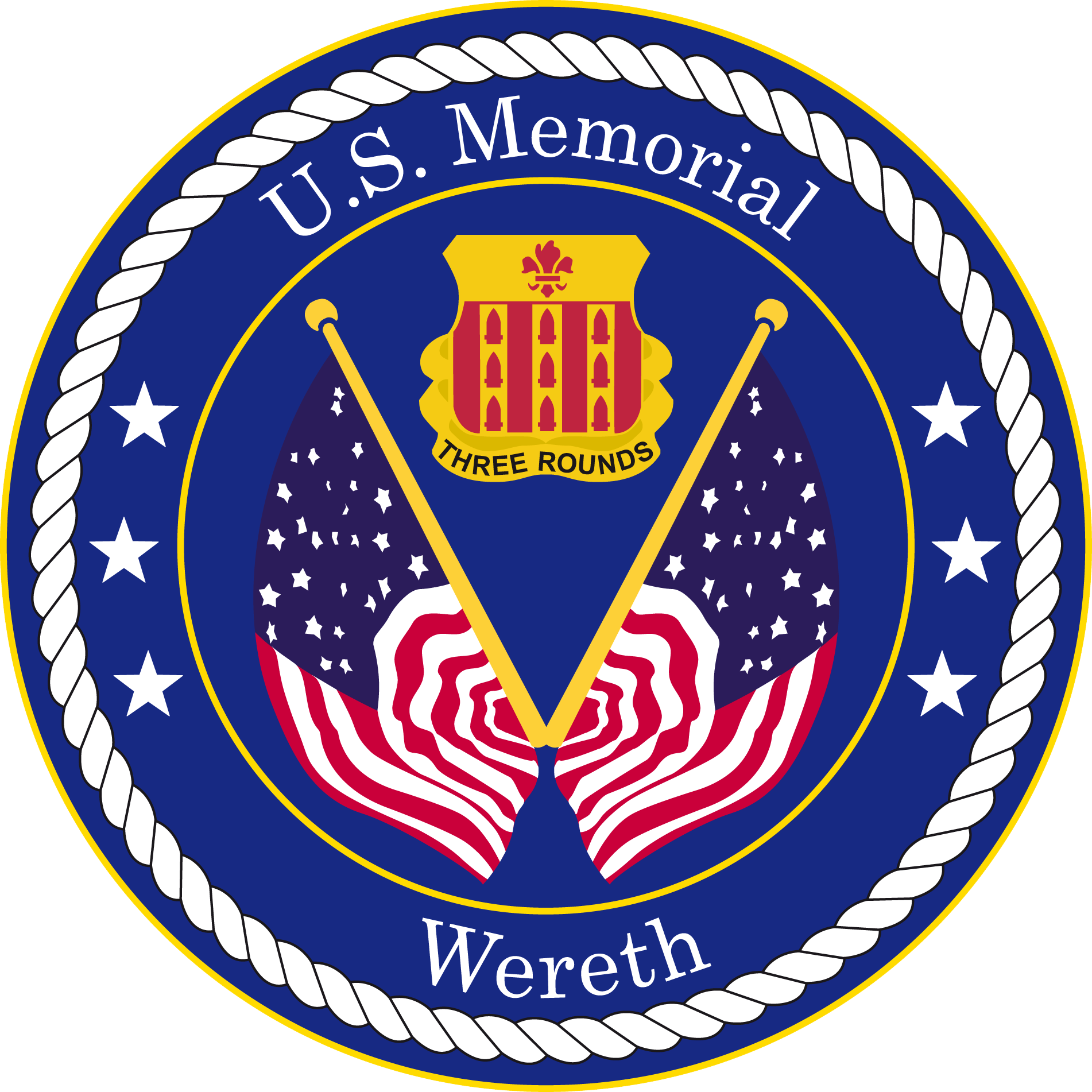
Logo der Vereinigung U.S. Memorial Wereth VoG.

2001 wurde von drei belgischen Bürgern die ehrenamtliche Vereinigung U.S. Memorial Wereth VoG. gegründet. Die Vereinigung, in der auch drei Mitglieder der Familie Langer – unter anderem Patrick und Sylvia Langer, die beiden Kinder von Hermann Langer – aktiv sind, konnte im Jahr 2004 den Bau des größeren Denkmals durch Spendenaufrufe und Benefizveranstaltungen finanzieren.
Die Vereinigung organisiert jedes Jahr eine Zeremonie am Denkmal in Wereth, an der belgische und amerikanische Veteranen, Militärbeamte, Politiker und Bürger aus beiden Länder teilnehmen. Die Vereinigung fungiert als offizieller Ansprechpartner und Verantwortlicher für das Denkmal.

2017 organisierte die U.S. Memorial Wereth VoG. in Zusammenarbeit mit der amerikanischen Botschaft in Belgien ein Austauschprojekt zwischen vier belgischen Studenten aus der Deutschsprachigen Gemeinschaft Belgiens und afroamerikanischen Studenten des Morehouse College in Atlanta. Ziel war eine bilaterale Recherchearbeit zum Wereth-Massaker sowie ein Austausch über aktuelle politische und gesellschaftliche Parallelen.
„Der Anfang ist gemacht. Bislang wurden bereits Filme gedreht, Bücher geschrieben und das Denkmal ist zur Anlaufstelle für viele afroamerikanische Veteranen geworden. Wir werden versuchen mit unserer geschichtlichen Aufarbeitung einen weiteren Beitrag für die Propagierung des Wereth-Memorials zu leisten. [...] Wir werden das Erlebte nochmals filmisch aufarbeiten und beim Gegenbesuch unserer neuen US-Freunde bei der Gedenkfeier in Wereth präsentieren. Ich denke, dass dies der Auftakt einer langen Zusammenarbeit werden kann.“ (Fazit der am Austausch beteiligten Studenten)
 Die Vereinigung setzt sich mit einem Team aus drei Studenten für Nachwuchsarbeit und politische Bildung in ostbelgischen Schulen und Vereinigungen ein. Die Studenten sind an mehreren Rechercheprojekten beteiligt und produzieren derzeit eine Dokumentation unter dem Arbeitstitel „Open Doors“ über das Wereth-Massaker aus Sicht der Familie Langer sowie über den Austausch mit dem Morehouse College im Jahr 2017.

## Film
- The Wereth Eleven – US-amerikanischer Dokumentarfilm aus dem Jahr 2011[7]